# Robby Schlund
Robby Schlund (nascido em 19 de fevereiro de 1967) é um político alemão da Alternativa para a Alemanha e desde 2017 membro do Bundestag, o órgão legislativo federal.

## Vida e política
Schlund nasceu em 1967 na cidade de Gera, na Alemanha Oriental, e foi soldado profissional no estado socialista do Exército Nacional Popular da RDA.
Schlund entrou na recém-fundada AfD e descreve-se como membro do grupo de direita 'Der Flügel' (a ala) em torno de Björn Höcke.
Schlund promove o eurasianismo e nega o consenso científico sobre as mudanças climáticas.